# 民意街道
民意街道是中华人民共和国湖北省武汉市江汉区下辖的一个街道办事处。

## 行政区划
民意街道下辖以下村级行政区划单位：
同益社区、舞台社区、永丰社区、友谊社区、天仁社区、多闻社区、天后社区和仁厚社区。